# غوريون
الغوريون، الشنسباني: سلالة كانت تقطن إقليم الغور وإليه تنسب، حكمت في أفغانستان وشمال الهند سنوات 1150-1206/12 م.
المقر: فيروزكوه: 1150-1186 م، لاهور: منذ 1186 م.
دخلت قبيلة الشنسباني والتي تنحدر من الجبال الواقعة وسط أفغانستان، دخلت في الإسلام في القرن الـ 11 م. وضعت القبيلة نفسها ومنذ 1010 م في خدمة الغزنويين. منذ 1099 م أصبح الشنسباني ولاة على غزنة من قبل الغزنويين. ثم أسسوا إمارة في فيروزكوه منذ 1146 م. مع تولي علاء الدين حسين (1149-1161 م) استولوا على غزنة سنة 1150 م. ثم سيطروا وحتى 1161 م على كل المناطق التي كانت تحت حكم الغزنويين.
منذ سنة 1178 بدؤوا حملاتهم على الهند، بشاور والساحل حتى السند (1182 م)، ثم استولوا على لاهور سنة 1186 م وقضوا على الغزنويين نهائيا. حكم فرعين للأسرة أحدهما في فيروز رخ تحت سلطة غياث الدين (1163-1203 م) والآخر في غزنة تحت سلطة أخيه معز الدين (1173-1206 م) والذي كان في لاهور منذ 1186 م. استولى الغوريون على دهلي (دلهي) سنة 1193 م. وسعوا مملكتهم حتى غوجرات جنوباً والبنغال شرقاً (1202). كان مقتل معز الدين بداية النهاية للدولة الغورية. سقطت أفغانستان (1212 م) في أيدي الخوارزم شاهات والهند (1206 م) في أيدي القائد التركي قطب الدين أيبك، الذي أسس دولة المماليك في الهند (سلطنة دلهي).

## الأصل
اختلفت الروايات التاريخية في أصل الغور فقد ذهب بعضهم إلى القول بأن الغوريين ينسبون إلى الضحاك
الذي حكم إيران في الأزمنة القديمة وقضى على دولته افريدون، أما شنسب فهو اسم جدهم الذي يسمون باسمه
ويزعم أنه كان معاصرًا للإمام علي بن أبي طالب ولقد أورد نسبًا طويلًا لهم، ومن خلال هذا نرى بأنهم اسبغوا
على الغوريين النسب الفارسي وقد حذا حذوهم الكثير من المؤرخين الذين نقلوا عنهم، في حين يذكر بعض
المؤرخين عند الكلام عن الهند وانهارها بأن الغورية من الترك، كما ذكر القرماني نقلًا عن الجناني رواية
مماثلة حيث ذكر أن الغوريين ينحردون من أتراك الخطأ.
أما شاخت وبوزورث الذين أستقيا معلوماتهما من المروزي صاحب كتاب طبائع الحيوان، يرى أن الغوريين
موطنهم فيما وراء بحيرة بايكال في منطقة جبال خانقان ولذا قال أن أصلهم ربما من المنغول أو التونغوسيكيين.
أما ابن بطوطة فينفرد برواية مؤداها أن الغورية ينسبون إلى غور الشام وأن أصلهم منه ملمحًا بأنهم نزحوا
من غور الشام إلى هذه المنطقة القصية وتسموا بالغورية نسبة إلى موطنهم الأصلي متناسيًا أن هذه الولاية
الجبلية تسمى بالغور أيضًا من دون أن يذكر الأسباب الرئيسية لهجرة هذه الأقوام.
ويرى فريق من المؤرخين المحدثين أن الغور أصلهم من الطاجيك وهم نتاج أختلاط الدم العربي بالإيراني،
استقروا في هذه المنطقة وتسموا بها.
والبعض  الآخر يرى أنهم ينحدرون من أصول أفغانية قديمة، وهو الراجح، أنهم أقوام أفغانية ترجع في
أصولها إلى أقوام مختلفة أستقرت في هذه الولاية وتسم بها. وأغلب الظن أن العائلة التي تسلمت
مقاليد الحكم في الولاية هي شنسبية الأصل. كما ذكر المعاصرون من الكتاب مثل نظامي وعروضي سمرقندي
ومنهاج السراج الجوزجاني. وأما بالنسبة لأراء المؤرخين واختلافاتهم في تحديد أصل الغور، فان كل فريق
أراد أن يرقى بنسب هذه العائلة بعد أن أشتهر أمرها وذاع صيتها وانشأت إمارة اقترنت باسمها،
ومن ثم كان لها الدور الكبير في نشر الإسلام في الهند.

## أهم الفتوحات

### تحرير السند 571 هـ/ 1175 م.
يعد تعين الأمير شهاب الدين واليًا على غزنة بمثابة الأعلان عن سياسة الغوريين الرامية إلى مواصلة عملياتهم الجهادية
في شبه القارة الهندية، وكان من أولى المهام الملقاة على عاتقه إزاحة الحكومة الأسماعيلية في الملتان عاصمة السند،
ومن أجل تحقيق ذلك أعد الجيش الغوري إعدادًا متكاملًا وسار على راسه سنة 571 هـ، وتمكن من الاستيلاء عليها وضمها إلى حظيرة
الإمارة الغورية وضرب على أيدي الفرق الأخرى مؤكدًا على مبدأ أهل السنة والجماعة. وبعد أن استقر الوضع في الملتان سار بجيشة
قاصدًا قلعة آج الحصينة وكان عليها آنذاك ملك من ملوك الهندوس، وقد أستطاع أن يضمها إلى نفوذه بمكيده دبرها، وقد أورد بعض
المؤرخين روايه مؤداها أن الأمير شهاب الدين تمكن من الاستيلاء على القلعة عن طريق مراسلة زوجة الملك (آج) التي كانت غالبة
على أمره مرغبًا لها بالزواج منه فأجابته بأنها لا تصلح له، ولكن لها ابنه تزوجه إياها، فأرسل إليها بموافقتة على الزواج فسمت زوجها وسلمت القلعة له ثم تزوج ابنتها وبذلك تمكن من ضم القلعة إلى نفوذه وعين عليها علي كرماج وعاد إلى غزنة.

### تحرير البنجاب
وفي سنة 574 هـ/ 1178 م سار شهاب الدين من قاعدته غزنة قاصدًا فتح كجرات بغية اخضاعها لنفوذه، الأمر الذي دعا «بيهم ديوا»
راجا نهروالة من الخروج لمقاومته في محاولة منه لثني عزمة عن التقدم إلى كجرات فاشتبك الطرفان في معركة كبيرة كان من نتائجها أن تعرض جيش الأمير شهاب الدين إلى هزيمة ساحقة الأمر الذي الجأه إلى أن يرجع إلى غزنة دون أن يحقق شيء يذكر.
وفي السنة التالية قصد الأمير شهاب الدين مدين لاهور للاستيلاء عليها وكان عليها آنذاك خسروا ملك الغزنويين الذي ما أن سمع
بتقدم شهاب الدين حتى خرج على رأس قواته إلى نهر السند فتمكن من منع الأمير الغوري مما دعاه إلى العدول عنها نحو بيشاور
وفرشور وتمكن من الإستيلاء عليها فملكها ورجع ثانية إلى غزنة.
أن عدم تمكن الأمير شهاب الدين من الاستيلاء على لاهور في حملته الأولى لم يثن عزمه من الخروج إليها مرة أخرى سنة 577/ 1181 م.
في محاولة من للقضاء على أخر معقل للغزنويين الذين أتخذوا من لاهور مقرًا لهم فما أن وصلها حتى حاصرها وضيق على المدينة
وأعطى الأمان لخسروا ملك وأهله إلا أنه أمتنع، ولأجل أرغامه على التسليم أقدم شهاب الدين على التحالف مع «فيجاديف» راجا جاموا
ضد خسروا ملك بغية تضييق الخناق عليه وأرغامة على الاستسلام وكان نتيجة ذلك أن ضاق أهل لاهور بما سببه هذا الحصار من نقص
في الأرزاق وضيق الحال الأمر اضطرهم إلى الأمتناع عن مساندة صاحبهم فلما رأى (خسروا ملك) ذلك أرسل قاضي البلد والخطيب
إلى شهاب الدين يطلبون له الأمان فاستجاب لهم ودخل سنة 578 هـ مدينة لا هور واخضعها لنفوذه وبهذا يكون الغوريون قد حققوا بسيطرتهم على لاهور أخضاع إقليم البنجاب لحكمهم، الأمر الذي جعلهم يفقون وجهًا لوجه أمام الممالك الهندية التي كانت تسيطر
على المناطق الواقعة إلى الشرق من هذا الإقليم مما جعلها تدخل في صراع مرير مع تلك المماليك.
وبعد أن أستتب الأمر له في لا هور عاد شهاب الدين إلى غزنة وفي طريق عودته ضرب الحصار على سيالكوت وأستولى عليها سنة
577 هـ/ 1182 م وعين الحسين بن خرميل واليًا عليها وعاد هو إلى غزنة وبمعيته خسروا ملك الذي أرسل فيما بعد إلى بلاط
السلطان غياث الدين محمد فأودع في إحدى القلاع فكان ذلك أخر العهد به.

### فتح بهئنده وسرستي كوه رام 583 هـ/ 1187 م
في أواخر سنة 583 هـ/ 1187 م سار الأمير شهاب الدين الغوري قاصدًا بلاد ملك أجمير فاستطاع أن يفرض سيطرته على أجزاء
منها أشهرها قلعة (بهئنده) وسرستي (وكوه رام) وأمر على هذه المناطق ضياء الدين التولكي. وهذه الانتصارات التي تحققت
للغوريين في كل من السند والبنجاب وتمكنهم من فرض السيطرة على أجزاء من ممكلة أجمير جعلتهم في حالة تماس مستمر مع القوى
الهندية القائمة في شمال الهند والمتمثله بقوة الراجهوت والتي كان يتزعمها آنذاك (برتهي راج) الذي تنبه إلى خطر الغوريين
مما جعله يلجأ إلى دعوة الممالك الهندية لنبذ خلافاتها والتحالف فيما بينهما.

### معركة نارائن سنة 587 هـ/ 1191 م
أدركت بقية الممالك الهندية خطر الغوريين، لذا استجابت لدعوة (برتهي راج) ملك أجمير الرامية لتوحيد قواها بغية
الوقوف بوجه المد الغوري فعقتدت حلفًا يضم مملكة دهلي وأجمير وقنوج وبيهار والبنغال وكجرات وبند لخاند فحشدوا
قواتهم سنة 587 هـ عند سرهند على حدود البنجاب الشرقية.
وقد أدرك شهاب الدين خطورة هذا التحالف لذا سار على رأس جيشه متجاوزًا البنجاب لضرب قوى التحالف وتشتيتها، الأمر
الذي أدى بـ (برتهي راج) ـن يخرج على رأس القوات المتحالفة ويتصدى لها، وقد قدر فرشتا، أعداد هذه القوات 200.000 ألف فارس وثلاثة الآف فيل، ولعل هذه العدد مبالغ فيه.
أشتبك الطرفان في معركة عنيفة على مقربة من قرية (نارائن) على شاطئ نهر سرستي وقد تمكنت القوات المتحالفة أن تلحق الهزيمة
بميمنة الغوريين ثم ميسرتهم مما أضطر الأمير شهاب الدين أن يحمل الرمح ويهم على اعدائة حتى توغل داخل صفوفهم فضربه (كهاندي راج) أخو الملك برتهي راج بحربة في يده سقط على إثرها مما أثارة أصحابه في الأندفاع نحوه لتخليصه من أعدائه الذين حرصوا
على أخذه فتمكنوا من استخلاصة فحملوه مسافة أربعة وعشرين فرسخًا ثم انسحبت القوات الغورية إلى لا هور ومنها إلى غزنة،
ولم يستثمر برتهي راج هذا الانتصار في متابعة تقدمه وملاحقة القوات الغورية.

### معركة الثأر وفتح أجمير وهانسي 588 هـ/ 1192 م
أن الهزيمة المريرة التي لحقت بالأمير شهاب الدين على يد الهنود كان لها وقع كبير في نفسه.
فبدأ يستجمع قواته ويعد العدة ليثأر من الهنود، فخرج على رأس جيشه الذي قدره أحد المؤرخين بحدود مائة وعشرين ألف مقاتل
سنة 588 هـ وقد أحاط خروجه بالكتمان وانه لم يعلم أحدًا عن مقصده حتى أمراء جيشه فاجتاز بيشاور ووصل إلى نهر سرستي ثم
واصل تقدمه مجتازًا النهر حتى أصبح على مقربة من اعدائه فخرج (برتهي راج) لمواجهته. الإ أن الأمير شهاب الدين كان يدرك
قوة خصمه لذا عمد إلى أن يتبع خطة تعبوية يضمن فيها تفوقه على اعدائه فحرص على أن يختار المكان والكيفية التي سيهاجم بها اعدائه، لذا قام بسحب قواتها أمام اعدائه مظهرًا لهم عدم قدرته على المواحهة حتى وصل بهم إلى مقربة من (مرنده) وعندها قرر أن
يطبق خطة عسكرية ليوقع الهزيمة بأعدائه، فأمر سبعين ألفًا من جيشه أن يقوموا بالالتفاف على جيش الهنود ويكمنوا له وحدد وقت صلاة الصبح موعدًا لبدء الهجوم على العدو وما أن حالة الساعة حتى أنقضت القوات الغورية على الهنود من الجهة الأمامية والخلفية
فأثخنت فيهم الضرب فتمكنت من إيقاع خسائر كبيرة بين صفوفهم ولم ينج منهم الإ القليل ممن فر من أرض المعركة وقد أسرت القوات
الغورية أعدادًا كبيرة وكان من بين الأسرى (برتهي راج) ملك أجمير.
وبعد أن استقرت الأوضاع فيها نصب عليها (كوله) ابن ملكها السابق برتهي راج، وبهذا سيطر شهاب الدين على أغلب شمال الهن إذ
سير الحملات إلى كل من هانسي وسرستي وكهرام وسامانه.
وفي السنة ذاتها أرسل السيد الشريف حسين بن أحمد العلوي وهو أحد القادة العرب لفتح قلعة هانسي إلا أنه لم يتمكن من فتحها إذ استشهد عند اسوارها سنة 588 هـ، مما أدى بالأمير شهاب الدين إلى أن يتجهز ويخرج بنفسه لفتح القلعة فتم له ذلك في السنة ذاتها.

### فتح دهلي سنة 588 هـ/ 1192 م
بعد السلسلة من المعارك التي خاضها شهاب الدين عاد إلى مدينة غزنة بعد أن جعل حكم هذه المناطق إلى واحد من أبرز قواده وهو
قطب الدين أيبك الذي كان معروفًا بقدراته العسكرية، الذي كان يطمح في توسيع نفوذ سيده في البلاد الهندية فقام بشن الغارات
على المناطق المجاورة لملكه فبدأ بـ (ميرننهه التي أغار عليها وتمكن من فتحها وضمها إلى نفوذه، ثم سار بعد ذلك سنة 588 هـ إلى دهلي التي تعتبر كرسي الممالك. فخرج صاحبها وقاتل قطب الدين أشد القتال إلا أن النصر كان حليف قطب الدين أيبك في هذه المعارك وأنهزم الهنود ودخل قطب الدين أيبك مدينة دهلي وأتخذها قاعدة لحكمة.

### فتح قلعة كول سنة 589 هـ/ 1193 م
وفي 589 هـ/ 1193 م سار قطب الدين أيبك إلى قلعة كول فتمكن من فتحها وضمها إلى نفوذه.

### فتح قنوج وبنيارس 590-591 هـ/ 1194-1195 م
تأهب ملك بنيارس ليجمع شمل الهنود للوقوف بوجه الغوريين وإنهاء حالة التداعي التي شهدتها الممالك الهندية في شمال الهند،
فحشد جيوشة وسار بها قاصدًا ديار الغورية بغية استرجاع المناطق التي أخذت من قبل، فما أن سمع شهاب الدين، بخبرة حتى خرج من غزنة سنة 590 هـ لتصدي له، وعندما وصل إلى الهند، أنظم إليه مملوكة قطب الدين أيبك فسارا إلى قنوج لفتحها الأمر
الذي أوجب على ملكها جي جند أن يخرج إليه بجنودة فالتقى الطرفان على نهر جمنا بناحية جندوارة، فدارت رحى معركة طاحنة، وكانت من نتائج المعركة الحاق الهزيمة بجيش جي جند وهو نفسه كان من ضمن القتلى، وغنموا أموالًا طائلة. وتمخض عن هذه المعركة أنسحاب كبار الأمراء الراجبوت من أمام الغوريين والهجرة إلى صحراء الثار «راجبواتانا»، مما فسح المجال للغوريين بالتوغل
داخل الهند. وبعد أنتصار الغوريين الكبير فقدت بلاد بنيارس الدرع الواقي لحمايتها، الأمر الذي أدى بشهاب الدين أن يدخل المدينة دون مقاومة تذكر.

### فتح أجمير سنة 591 هـ/ 1194 م
شهدت سنة 590 هـ صراعًا سياسيًا كبيرًا قادة أحد ملوك الهند المدعو «هيمراج» لانتزاع مدينة أجمير من كوله برتهي راج
الذي نصب عليها من قبل الغوريين وقد تمكن هيمراج من انتزاع مدينة أجمير منه، فما سمع قطب الدين أيبك بالخبر حتى عد
هذا تحديًا للسلطة الغورية، لذا سار على رأس جيشه سنة 591 هـ قاصدًا هيمراج الذي فضل عدم المواجهة فانهزم من مدينة أجمير
فدخلها قطب الدين وعين أحد خواصه عليها.

### فتح كجرات سنة 591 هـ/ 1194 م
ثم واصل قطب الدين أيبك سيرة باتجاه كجرات، فاخرج صاحبها الجيوش لصده عنها فالتقوا على مقربة من بلدة نهرواله فتمكن قطب
الدين من قتل قائد جيوش كجرات ثم واصل تقدمه نحوها فخرج ملكها «بهيم ديو» فقاتله قطب الدين في إحدى نواحي المدينة
وأجبره على الهروب من كجرات.

### فتح قلعة تنهكر وكوالير سنة 592 هـ/ 1195 م
في سنة 592 هـ خرج شهاب الدين من غزنة قاصدًا بلاد الهند فلما وصل إلى قلعة (تنهكر) ضرب عليها الحصار وضيق على أهلها
مما دعاهم إلى طلب الأمان، فأمنهم ودخل القعلة وأقام فيها حتى رتب فيها الجند وأحوالها الإدارية والسياسية، وعين عليها
بهاء الدين طغول، ثم سير مملوكه قطب الدين إلى قلعة كوالير فخرج صاحبها «سالكمن» للدفاع عن القلعة لكنه فشل في تحقيق الانتصار على القوات الغورية الأمر الذي الجأه إلى الاعتصام بالقلعة ممتنعًا بأسوارها الشاهقة فضرب قطب الدين الحصار عليها طيلة شهر صفر، فلما ضاقت أحوالها راسلها من بها طالبين الصلح على أن تبقى القلعة بأيديهم مقابل الأذعان بالطاعة، واتفقا
على أن يدفع إليه أموالًا عاجله وأخرى آجله.

### فتح نهرواله 597-598 هـ/ 1200-1201 م
عاد شهاب الدين إلى بلاد الهند سنة 597 هـ، فما أن وصلها حتى بعث قطب الدين لفتح نهرواله فسار إليها فوصلها سنة 598 هـ،
فخر إليه الهنود وقاتلوه قتالًا شديدًا إلا أنه تمكن من الحاق الهزيمة بهم، وتابع تقدمه نحو نهرواله فملكها عنوه بعد أن هرب
صاحبها «بهيم ديو» الذي أخذ يستجمع قواته من جديد لإسترجاع المدينة، وكان أمام شهاب الدين مهام أخرى في خرسان تتمثل بتحدي اعدائه التقليديين الخوارزميين والخطأ، لذا فأنه لجأ إلى عقد صلح مع بهيم ديو على مال يؤديه إليه فعاد عنها وسلمها إلى صاحبها ثم عاد إلى غزنة.

### فتح بيهار وبنكالة 595-599 هـ/ 1198-1202 م
في الوقت الذي كانت فيه الإمارة الغورية تواصل عمليات الفتح في الهند برز خلال هذه العمليات قائد أخر إلى جانب القائد قطب الدين ألا وهو محمد بن بختيار الخلجي، الذي عرف بحسن السياسة وقدرته العسكرية، وقد كان شهاب الدين عينه واليًا على المنطقة الواقعة وراء نهر الغانج وولاه مهمة قيادة جيشها، فخرج سنة 595 هـ نهو بيهار فقاتل أهلها وتمكن من دخولها بعد أن قضى على أسرة (بالا) التي كانت تحكمها، ثم عاد بعدها إلى دهلي فاعدة الهند.
ولما عاد إلى بيهار سار منها إلى بنكاله «البنغال» فاستولى على عاصمتها «ناديا» بعد أن الحق الهزيمة بملكها (لكهمنه أو لكشمن حسب بعض المصادر) الذي هرب إلى (كامروب)، وضم تلك البلاد لنفوذه وأسس بها مدينة رنكيور وجعلها مقرًا لحكمه.
تطلع محمد بن بختيار الخلجي إلى مد نفوذه لفتح بلاد التبت فخرج من رنكيور سنة 603 هـ، بعد أن أستخلف عليها محمد شيران الخلجي، حتى وصل «ايردهن» فاجتازها عابرًا نهر تيمكري، وتوغل داخل أراضي التبت ولاقى صعوبات جمه تمثلت بالمقاومة التي
شنها سكان التبت ضده فضلًا عن وعورة تلك المناطق فآثر العودة فلما وصل إلى نهر تيمكري حطم الجسر المعقودة عليه من قبل المقاومين له الذين شنوا هجومًا عليه وغرق أغلب جيشه، وهرب محمد بن بختيار الخلجي وأختفى عن الانظار لكنه استطاع العودة
إلى بلاده، فلما وصل لم يحسن الناس استقبالة الأمر الذي كان له وقع كبير على نفسه فمرض ومات بعد ثلاثة أيام من وصوله.

### فتح كالنجر وكالبي وبدايوان سنة 599 هـ/ 1202 م
في هذه السنة واصل قطب الدين عملياته الحربية الرامية إلى فتح بعض المدن والقلاع الهندية فقصد مملكة «بند لخاند» فخرج
أميرها لصده عنها إلا أن قطب الدين تمكن من انتزاع حصن كالنجر ثم تابع تقدمه لفتح كل من كالبي وبدوايوان وضمها إلى نفوذه.

## السلاطين (في فيروز كوه)
أنظر أيضا: قائمة حكام الدولة الغورية 
|   | الحاكم                           | الحياة    | الحكم     |
| - | -------------------------------- | --------- | --------- |
| 1 | قطب الدين الحسن                  | ....-.... | 1090-1117 |
| 2 | عبد الملك عز الدين الحسين        | ....-.... | 1117-1146 |
| 3 | سيف الدين صوري                   | ....-.... | 1146-1149 |
| 4 | بهاء الدين سام                   | ....-.... | 1149-1149 |
| 5 | علاء الدين جهان سوز حسين         | ....-.... | 1149-1161 |
| 6 | سيف الدين محمد بن سام            | ....-.... | 1161-1163 |
| 7 | غياث الدين أبو الفتح محمد بن سام | ....-.... | 1163-1203 |

## السلاطين (في غزنة)
|                 | الحاكم                | الحياة    | الحكم     |
| --------------- | --------------------- | --------- | --------- |
| 1               | معز الدين محمد بن سام | ....-.... | 1173-1206 |
| 2               | غياث الدين محمود      | ....-.... | 1206-1212 |
| 3               | بهاء الدين سام الثاني | ....-.... | 1212-1213 |
| 4               | علاء الدين أتسز       | ....-.... | 1213-1214 |
| 5               | علاء الدين علي        | ....-.... | 1214-1215 |
| الفتح الخوارزمي |                       |           |           |

## فرع الغوريين في مابيان
- فخر الدين مسعود 1152–1163
- شمس الدين محمد بن مسعود 1163–1192
- عباس بن محمد 1192
- بهاء الدين سام الثاني 1192–1206
- جلال الدين علي(تابع للدولة الخوارزمية) 1206–1215

## معرض صور

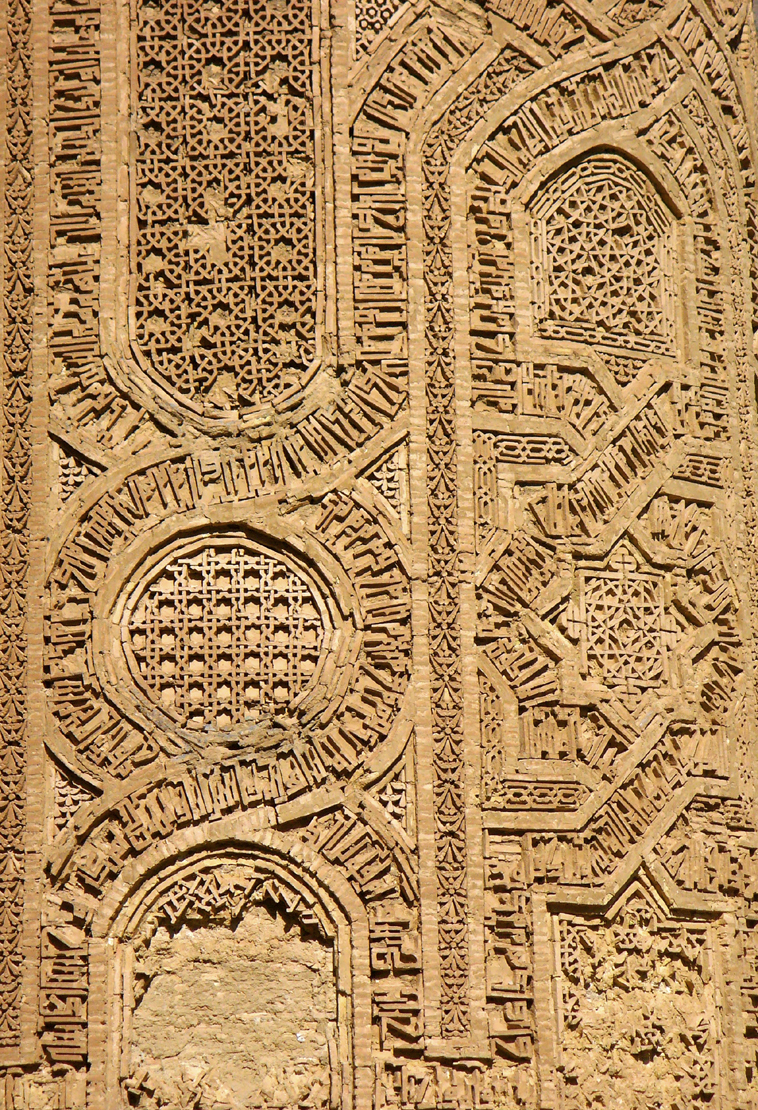
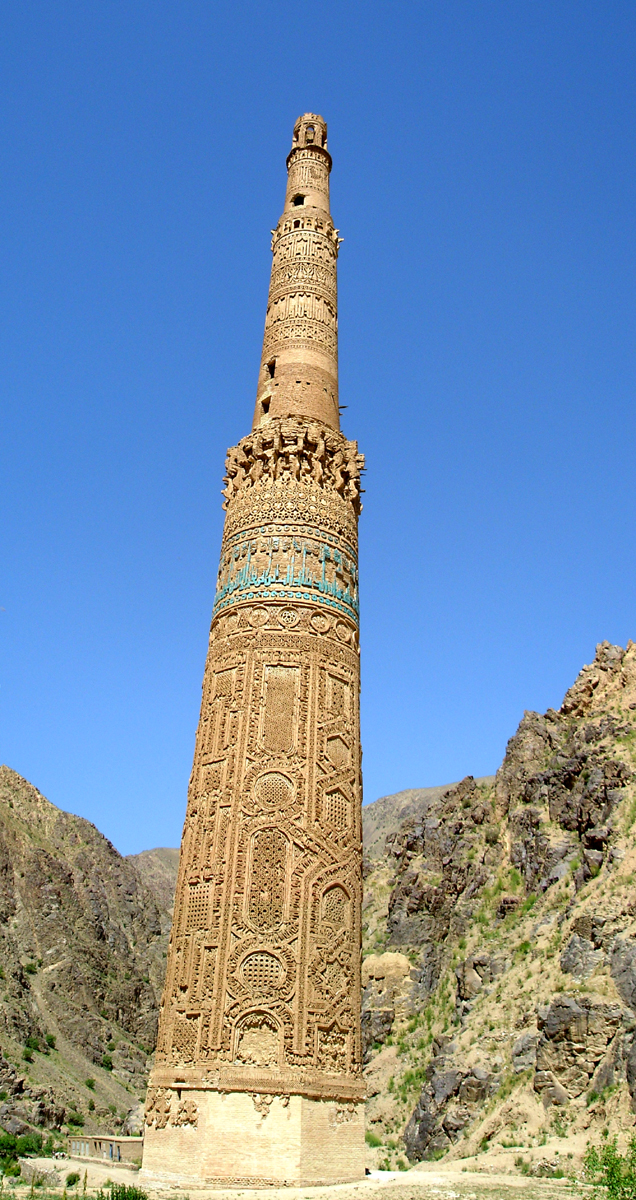
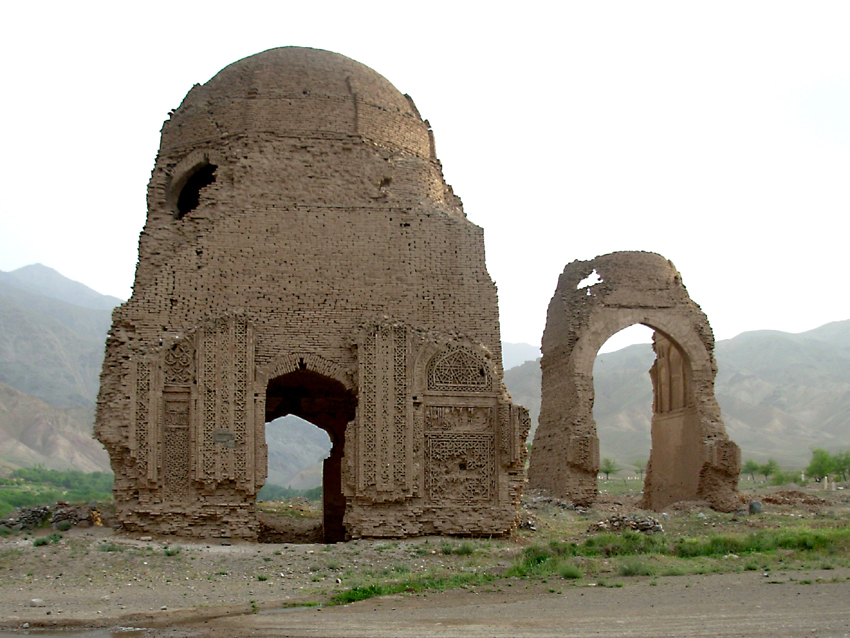
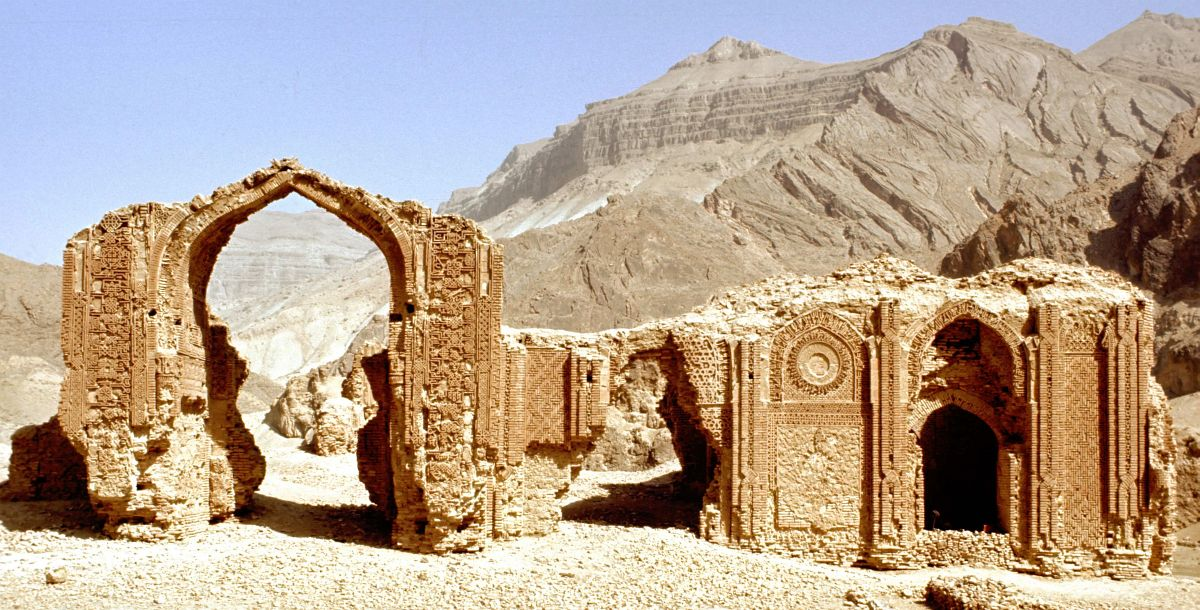
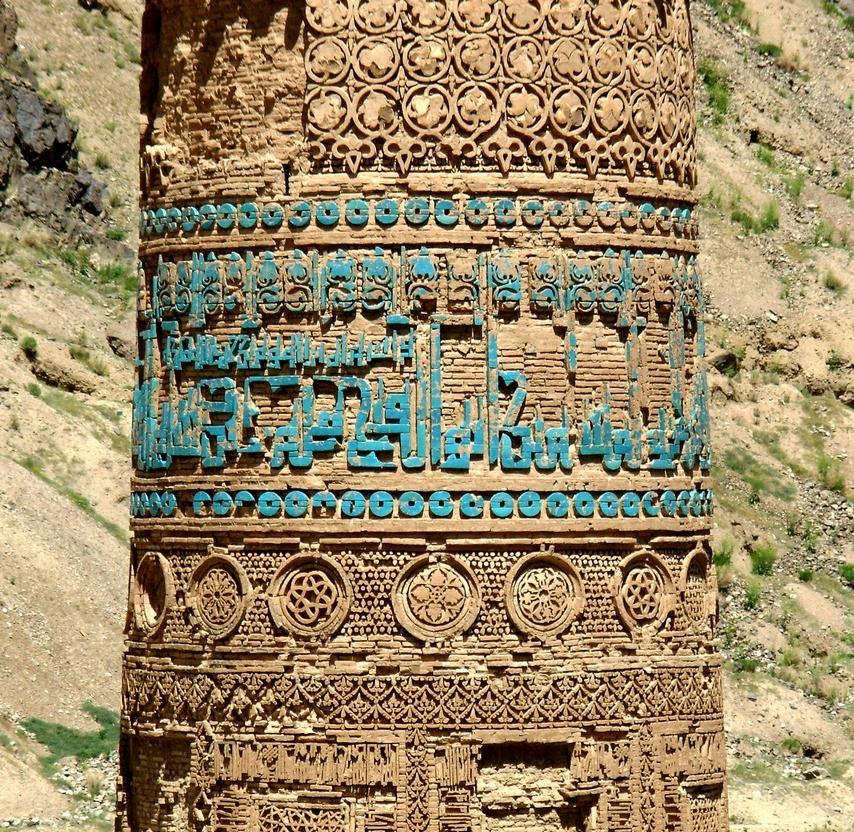
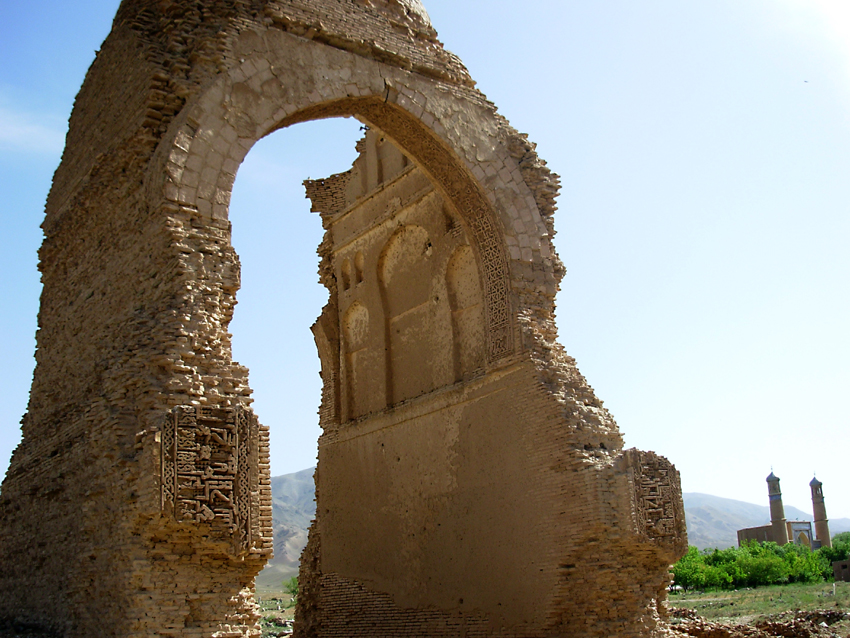